# Consort (Alberta)
Pour les articles homonymes, voir Consort.
Consort est un village (village) de l'Aire spéciale No 4, situé dans la province canadienne d'Alberta.

## Démographie
En tant que localité désignée dans le recensement de 2011, Consort a une population de 689 habitants dans 274 de ses 305 logements, soit une variation de -6,8 % avec la population de 2006. Avec une superficie de 2,831 9 km2, village possède une densité de population de 243,299 6 hab/km2 en 2011.
Concernant le recensement de 2006, Consort abritait 739 habitants dans 285 de ses 295 logements. Avec une superficie de 2,628 2 km2, village possédait une densité de population de 281,2 hab/km2 en 2006.
| 2001 | 2006 | 2011 | 2016 |
| ---- | ---- | ---- | ---- |
| 634  | 739  | 689  | 729  |